# Janira Rocha
Janira Da Rocha Silva (Nova Iguaçu 30 de dezembro de 1961), é uma politica brasileira, ex-deputada estadual pelo estado do Rio de Janeiro, eleita em 2010.

## Trajetória partidária
No ano de 1982 participa da fundação do Partido dos Trabalhadores (PT) no Rio de Janeiro. Em 1995, sai do PT e entra no Partido Socialista dos Trabalhadores Unificado (PSTU) onde permanece até 2000. No ano de 2002, integra o Movimento da Luta Socialista (MLS), que depois se unifica com o Movimento Terra Trabalho e Liberdade (MTL). Em 2004 Janira se une a outros políticos que saíram do PT e participa da fundação do Partido Socialismo e Liberdade (PSOL) .
Em 2010, Janira Rocha é eleita deputada estadual pelo Rio de Janeiro.

## Condenação
Em setembro de 2019, Janira foi condenada por concussão e crime continuado por ser acusada de apropriar-se de parte dos salários de servidores, quando exerceu seu mandato parlamentar entre 2010 e 2014, o Tribunal de Justiça do Rio de Janeiro (TJ-RJ) acatou a denúncia do Ministério Público do Rio (MPRJ) que identificou a prática conhecida como "rachadinha" em seu gabinete durante o exercício do cargo de deputada estadual.
A acusação surgiu de um suposto dossiê de ex-assessores do mandato. A executiva nacional do Psol e a Comissão de Ética arquivaram o processo de expulsão da deputada do partido, uma vez que a prática de contribuição financeira é prevista pelo estatuto partidário e nenhuma outra acusação foi provada. O processo na ALERJ foi paralisado na Comissão de Constituição e Justiça do parlamento por apresentar erros jurídicos.

## Saúde
No ano de 2013, em função de tratamento para disfunção metabólica recomendada por médicos, Janira Rocha realizou cirurgia bariátrica e emagreceu mais de 40 quilos.

## Carona
Janira Rocha acompanhou o pedido de asilo político dos ativistas Eloísa Samy, David Paixão e Camila Nascimento no Consulado do Uruguai, no Rio de Janeiro, em julho de 2014. Acompanhada por advogados da OAB-RJ, a deputada participou das negociações e, frente a negativa do Governo Uruguaio de conceder asilo aos três, deu carona aos ativistas para que deixassem o local.